# 1904년 하계 올림픽 레슬링

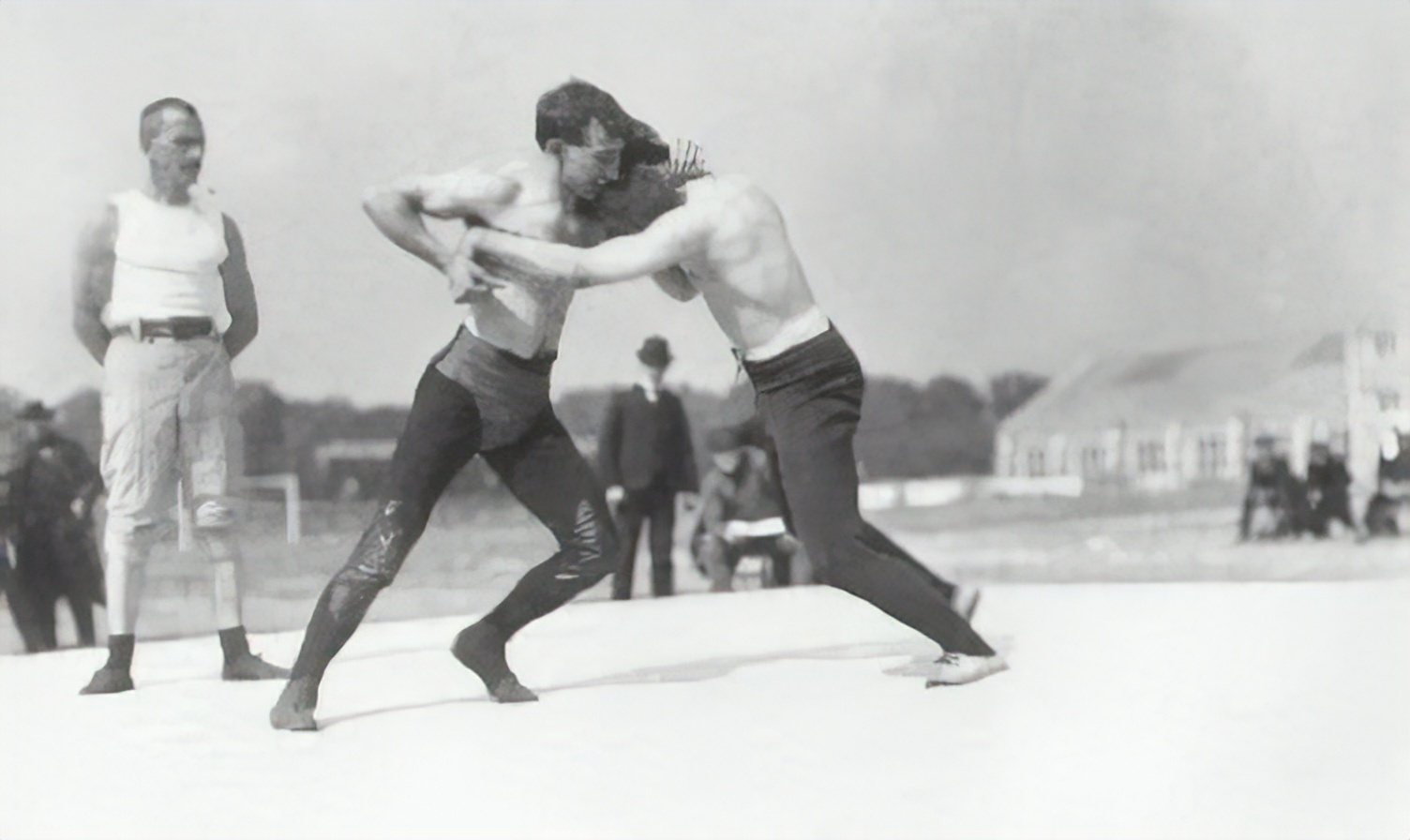
경기 장면

1904년 하계 올림픽 레슬링은 미국 세인트루이스에서 개최된 1900년 하계 올림픽의 경기 종목이다. 1개국에서 41명의 선수가 참가하였으며, 7개의 세부 종목으로 진행되었다.

## 경기장
1904년 하계 올림픽 레슬링 경기는 개최 도시인 세인트루이스에 있는 프랜시스 필드에서 경기가 열렸다.
| 도시         | 경기장        | 원어명        | 비고    |
| ------------ | ------------- | ------------- | ------- |
| 세인트루이스 |               |               | 전 종목 |
| 세인트루이스 | 프랜시스 필드 | Francis Field | 전 종목 |

## 참가국
다이빙 종목은 1개국에서 42명의 선수가 참가하였다.
| - 미국 |

## 메달 집계

### 최종 순위
| 순위 | 국가 | 금메달 | 은메달 | 동메달 | 합계 |
| ---- | ---- | ------ | ------ | ------ | ---- |
| 1    | 미국 | 7      | 7      | 7      | 21   |
| 합계 | 합계 | 7      | 7      | 7      | 21   |

### 메달리스트
| 종목                  | 금                     | 은                     | 동                         |
| --------------------- | ---------------------- | ---------------------- | -------------------------- |
| 라이트플라이급 자세히 | 로버트 커리 · 미국     | 존 헤인 · 미국         | 구스타브 티에펜텔러 · 미국 |
| 플라이급 자세히       | 조지 미너트 · 미국     | 구스타브 보어 · 미국   | 윌리엄 넬슨 · 미국         |
| 밴텀급 자세히         | 이시도어 니플롯 · 미국 | 어거스트 웨스터 · 미국 | 루이스 스트리블러 · 미국   |
| 페더급 자세히         | 벤자민 브러드쇼 · 미국 | 테오도어 맥리어 · 미국 | 찰스 클래퍼 · 미국         |
| 라이트급 자세히       | 오토 롬 · 미국         | 루돌프 테싱 · 미국     | 알버트 저켈 · 미국         |
| 웰터급 자세히         | 찰스 에릭센 · 미국     | 윌리엄 벡먼 · 미국     | 제리 윈홀츠 · 미국         |
| 헤비급 자세히         | 번호프 핸센 · 미국     | 프랭크 쿨러 · 미국     | 프레드 웜볼드 · 미국       |

## 참고 문헌
- 국제 올림픽 위원회 - 1904년 하계 올림픽 자유형 레슬링 경기 결과 (영어)
- (영어) George Seymour Lyon - Olympic Individual gold medal winner 1904
- (폴란드어) Pawel, Wudarski (1999). “Wyniki Igrzysk Olimpijskich”. 2008년 10월 14일에 원본 문서에서 보존된 문서. 2006년 12월 17일에 확인함.

| 올림픽 레슬링 |                                             |             |
| 이전 대회     | 1904년 하계 올림픽 레슬링 세인트루이스 1904 | 다음 대회   |
| 아테네 1896   | 1904년 하계 올림픽 레슬링 세인트루이스 1904 | 아테네 1906 |